# 马尼拉条约 (1946年)
馬尼拉條約，正式名稱為一般關係條約和議定書。是1946年7月4日在菲律賓首都馬尼拉簽署的一般關係條約。

## 概述
它放棄了美國對菲律賓的主權並承認菲律賓共和國的獨立。馬尼拉條約由美國代表高級專員保羅·V·麥克納特和菲律賓代表菲律賓總統曼努埃爾·羅哈斯簽署。
在美國參議院於1946年7月31日批准該條約並提出建議和同意後，美國總統哈瑞·S·杜魯門於1946年8月14日簽署了該條約。馬尼拉條約於1946年9月30日獲得菲律賓的批准。該條約於1946年10月22日生效，當時美菲雙方交換了批准書。